# نائومی چیلدرس
نائومی چیلدرس (انگلیسی: Naomi Childers؛ ‏ ۱۵ نوامبر ۱۸۹۲ – ۹ مهٔ ۱۹۶۴) بازیگر اهل ایالات متحده آمریکا بود.
از فیلم‌هایی که وی در آن‌ها نقش داشته‌است، می‌توان به به‌دنبال دل خود و زن مطلقه اشاره نمود.